# ایوانوفکا (شهرستان زیسکی، استان آمور)
ایوانوفکا (به لاتین: Ivanovka) یک منطقهٔ مسکونی در روسیه است که در استان آمور واقع شده‌است.